# Sympiesis jeolikotensis
Sympiesis jeolikotensis är en stekelart som beskrevs av Khan, Agnihotri och Sushil 2005. Sympiesis jeolikotensis ingår i släktet Sympiesis och familjen finglanssteklar. Inga underarter finns listade i Catalogue of Life.